# Zhu Jing
Zhu Jing (2 de março de 1978) é uma ex-futebolista chinesa que atuava como meia.

## Carreira
Zhu Jing integrou o elenco da Seleção Chinesa de Futebol Feminino, nas Olimpíadas de 2000. 